# Osella FA1M
La Osella FA1M è una monoposto di Formula 1 costruita dalla Osella Corse per partecipare al campionato mondiale di Formula 1 1989.

## La vettura
La Osella FA1M è stata progettata da Antonio Tomaini, ex tecnico Ferrari, e rappresentò un cambiamento radicale per il team, abbandonando il motore turbo Alfa Romeo 890T in favore dell'aspirato Ford Cosworth DFR. Il telaio in monoscocca, realizzato in fibra di carbonio, era stato snellito rispetto ai predecessori e anche la carrozzeria venne completamente riprogettata sulla base dell'esperienza accumulata in galleria del vento, dotandola di una presa d'aria sopra la testa del pilota e di pance basse e accorciate.

## Le stagioni

### 1989
La FA1M debuttò al primo Gran Premio della stagione 1989, in Brasile, affidata a Nicola Larini e a Piercarlo Ghinzani. Al debutto Larini ottenne una qualificazione in diciannovesima posizione ma venne poi squalificato al decimo giro per essere partito dalla posizione sbagliata. Al successivo Gran Premio di San Marino Larini si qualificò al quattordicesimo posto e concluse la gara a 6 giri dal termine uscendo di pista alla Piratella ma, in virtù del numero di giri percorsi, venne classificato dodicesimo in quella che fu l'unica gara in cui la FA1M riuscì ad ottenere un piazzamento.
Il resto della stagione fu segnato da una serie di mancate prequalificazioni e ritiri: al GP del Canada Larini si ritirò al trentatreesimo giro a causa di un problema elettrico mentre si trovava in terza posizione favorito dalle condizioni meteo, che premiarono chi partì con gomme da bagnato, mentre Ghinzani riuscì a partecipare per la prima volta a una gara al Gran Premio d'Ungheria, dove fu costretto al ritiro per problemi all'impianto elettrico. Al Gran Premio del Giappone Larini ottenne il migliore risultato stagionale in qualifica del team, partendo dalla decima posizione salvo poi ritirarsi al ventunesimo giro a causa di un problema ai freni.
Complessivamente la Osella concluse la stagione a zero punti con una sola gara conclusa, nove ritiri e svariate mancate prequalificazioni.

### 1990
La FA1M venne utilizzata anche per le prime due gare del campionato 1990, con il solo Olivier Grouillard al volante. In entrambi i GP concluse in anticipo: in Brasile a causa di un incidente con Alboreto e a Imola a causa di una foratura.

## Risultati
| Anno | Team                 | Motore                   | Gomme | Piloti   |     |     |     |     |     |     |     |     |     |     |     |     |     |     |     |     | Punti | Pos. |
| ---- | -------------------- | ------------------------ | ----- | -------- | --- | --- | --- | --- | --- | --- | --- | --- | --- | --- | --- | --- | --- | --- | --- | --- | ----- | ---- |
| 1989 | Osella Squadra Corse | Ford Cosworth DFR 3.5 V8 | P     | Larini   | SQ  | 12* | NPQ | NPQ | NPQ | Rit | NPQ | Rit | NPQ | NPQ | NPQ | Rit | NPQ | Rit | Rit | Rit | 0     | 17º  |
| 1989 | Osella Squadra Corse | Ford Cosworth DFR 3.5 V8 | P     | Ghinzani | NPQ | NPQ | NPQ | NPQ | NPQ | NPQ | NPQ | NPQ | NPQ | Rit | NPQ | NPQ | NPQ | Rit | NPQ | Rit | 0     | 17º  |

| Anno | Team             | Motore                   | Gomme | Piloti     |     |     |  |  |  |  |  |  |  |  |  |  |  |  |  |  | Punti | Pos. |
| ---- | ---------------- | ------------------------ | ----- | ---------- | --- | --- |  |  |  |  |  |  |  |  |  |  |  |  |  |  | ----- | ---- |
| 1990 | Fondmetal Osella | Ford Cosworth DFR 3.5 V8 | P     | Grouillard | Rit | Rit |  |  |  |  |  |  |  |  |  |  |  |  |  |  | 0     | 16º  |

| Legenda | 1º posto     | 2º posto | 3º posto    | A punti         | Senza punti/Non class.  | Grassetto – Pole position Corsivo – Giro più veloce |
| Legenda | Squalificato | Ritirato | Non partito | Non qualificato | Solo prove/Terzo pilota | Grassetto – Pole position Corsivo – Giro più veloce |

* Indica quei piloti che non hanno terminato la gara ma sono ugualmente classificati avendo coperto, come previsto dal regolamento, almeno il 90% della distanza totale.